# Botanischer Garten Frankenburg am Hausruck
Koordinaten: 48° 6′ 4,2″ N, 13° 28′ 59,1″ O

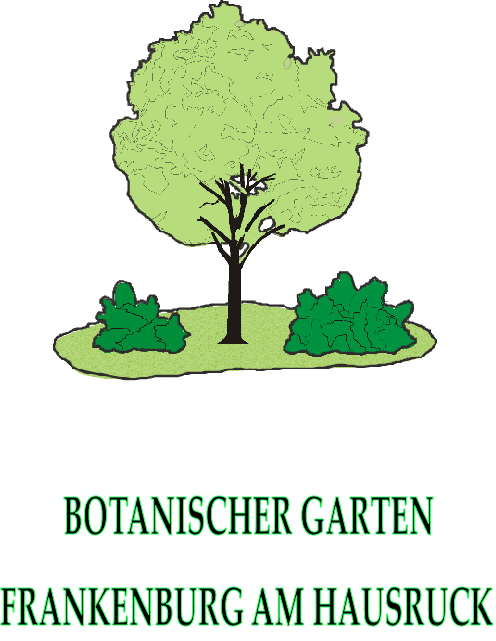
Logo

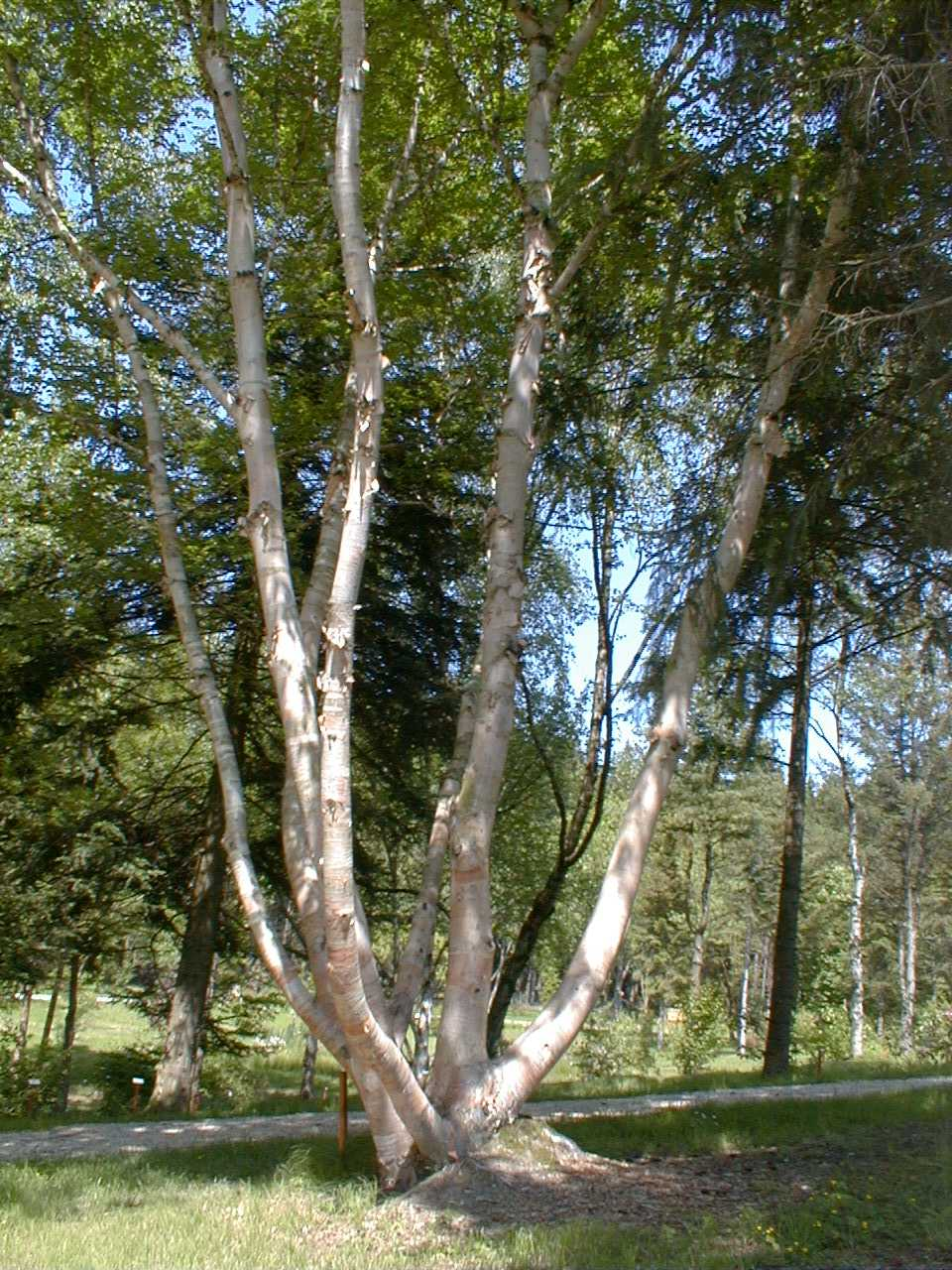
Im Botanischen Garten

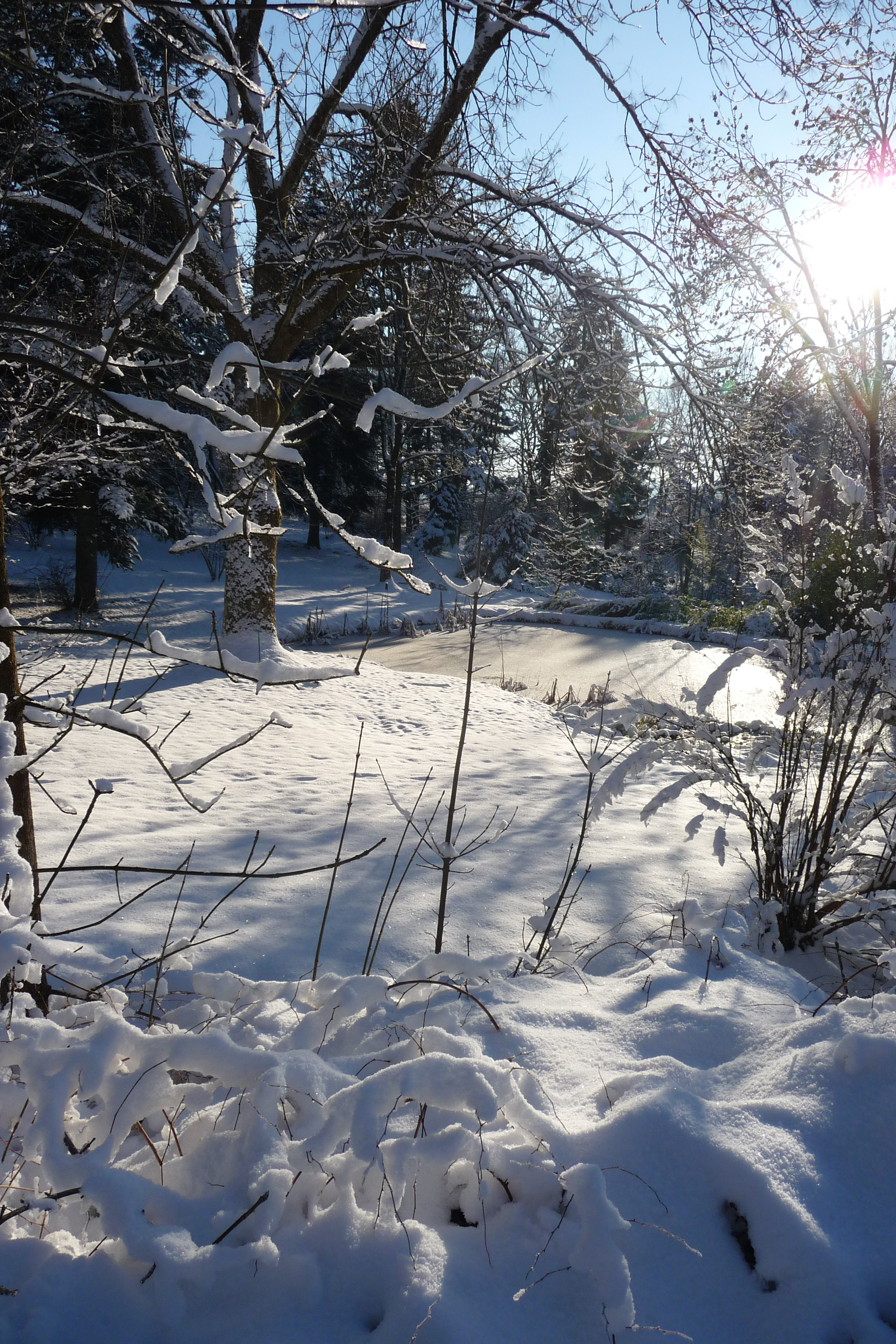
Der Botanische Garten im Winter

Der  Botanische Garten Frankenburg ist ein Arboretum in Hintersteining, einem Ortsteil der Marktgemeinde Frankenburg am Hausruck in Oberösterreich.
Die Anlage am Waldkamm des Hausruck-Bergzugs ist keiner Hochschule oder Universität angeschlossen, sondern versteht sich eher als Parkanlage und Erholungsgebiet.

## Lage
Die Anlage befindet sich am Talende der Redl an der Südseite des Hausruckwaldes in einer Höhe von ca. 550 m. Das Tal ist nach Süden ausgerichtet und wird im Osten und Westen von Hügeln – teils mit Felsabbrüchen – bis zu einer Höhe von 800 m begrenzt. Nach Süden ist die Sicht frei auf die Alpen, mit dem Traunstein, dem Dachsteinmassiv und den Hohen Tauern.

## Geschichte
In den Jahren 1950 bis 1956 wurde von Felix Bentz, einem jungen Forstwirt und lokalen Förster, in Eigeninitiative mit den ersten Pflanzungen auf einem Grundstück des Forstgutes Limbeck-Lilienau begonnen. Bentz besorgte sich Pflanzen und Samen aus allen Teilen der Welt, um ihr Wuchsverhalten unter den örtlichen klimatischen und Bodenbedingungen zu untersuchen. Die Erstbepflanzungen dürften etwa 800–1000 Bäume und Sträucher umfasst haben.
Ab 1965/70 geriet der Garten wieder in Vergessenheit.
Im Jahre 1992 wurde das Grundstück der Marktgemeinde Frankenburg angeboten und von dieser gekauft. Nach Gründung eines Arbeitskreises unter der Leitung von Josef Pachinger wurde in Zusammenarbeit mit der Marktgemeinde Frankenburg und einer großen Anzahl freiwilliger Helfer mit der Revitalisierung der Anlage begonnen. Die Versuchsbestände waren inzwischen weitgehend von der Fichte, dem Forstbaum des Hausrucks, überwuchert worden und wurden wieder freigestellt.
Es wurden Wege und Teiche angelegt und neu angepflanzt, womit der Bestand wieder auf 1000 Exemplare angewachsen ist. Diese Pflanzen stammen zum großen Teil aus einer privaten Gartenanlage aus Pfarrkirchen in Bayern. Auch ein Imkerlehrpfad wurde angelegt.
Der Garten wurde in der Zwischenzeit um ein Drittel auf ungefähr 2,4 ha erweitert.
Die Bäume und Gehölze sind in Gruppen nach Kontinenten zusammengepflanzt, sodass sich ein geschlossener Eindruck eines Florenraums bildet. Alle Exemplare sind beschriftet.
Der Garten kann ganzjährig kostenlos besichtigt werden. Gegen Voranmeldung beim Marktgemeindeamt werden auch Führungen angeboten.
Betreut wird das Arboretum durch ehrenamtliche Helfer und vom Bauhof der Marktgemeinde Frankenburg.

## Auszug aus der Artenliste
| - Acer griseum – Zimtahorn - Betula ermanii – Goldbirke - Quercus pontica – Pontische Eiche - Parrotia persica – Eisenholzbaum - Picea orientalis – Orientalische Fichte - Carya ovata – Hickorynuss | - Ostrya carpinifolia – Hopfenbuche - Phellodendron japonicum – Korkbaum - Broussonetia papyrifera – Papiermaulbeerstrauch - Davidia involucrata – Taschentuchbaum - Catalpa ovata – Trompetenbaum |

## Botanischer Wanderweg
Im Jahre 1998 wurde auch der Botanische Wanderweg eingerichtet. Entlang dieses 10 km langen Weges geben Schautafeln den Wanderern einen Einblick in die örtliche Natur. Der Wanderweg ist als Rundwanderweg angelegt und beginnt bzw. endet am Frankenburger Marktplatz. Er führt durch die Pflanzenwelt im Naturschutzgebiet am Grünberg zum Botanischen Garten und durch Hochmoorgebiet.